# Wanda Kaczmarek
Wanda Kaczmarek (ur. 10 lutego 1931 w Obornikach, zm. 4 lipca 2014 w Poznaniu) – polska mikrobiolożka rolna i ekolożka gleby.

## Życiorys
Była córką Jana Weymana (urzędnika skarbowego) i Heleny z domu Geib. Rodzina została wysiedlona przez nazistów niemieckich z Obornik w listopadzie 1939, kiedy Wanda ukończyła dwie klasy szkoły podstawowej. Osiedli wówczas w Wierzbiu, niedaleko Miechowa. Tutaj ukończyła szkołę powszechną i odbywała tajne kursy gimnazjalne. Po zakończeniu II wojny światowej powróciła do Obornik, gdzie się w liceum ogólnokształcącym. Naukę tą kontynuowała potem w Poznaniu. W 1950 ukończyła Liceum Dąbrówki. W październiku 1951 zainaugurowała studia na Wydziale Rolnym Uniwersytetu Poznańskiego. W październiku 1955 zdała egzamin dyplomowy. Po ukończeniu studiów pracowała kolejno w: Stacji Selekcji Roślin w Straszkówku, Stacji Oceny Nasion PGR Szreniawa i Ośrodku Doświadczalnym Przemysłu Ziemniaczanego w Luboniu. 
Od 1966 była asystentem w Katedrze Mikrobiologii Rolniczej Wyższej Szkoły Rolniczej w Poznaniu (pod kierunkiem prof. Karola Zodrowa i prof. Julii Gołębiowskiej). W 1971 uzyskała stopień doktora. W 1979 habilitowała się na podstawie pracy Biomasa i produktywność drobnoustrojów w glebie. 20 lipca 1990 została profesorem nadzwyczajnym. W 2001 przeszła na emeryturę. Pochowana 10 lipca 2014 na cmentarzu przy ul. Jasna Rola w Poznaniu.

## Zainteresowania i osiągnięcia
Interesowała się głównie mikrobiologią rolną i ekologią gleby, w szczególności jednak ekologią mikroorganizmów glebowych. Prowadziła badania m.in. nad: wpływem substancji organicznej na proces nitryfikacji, przepływem substancji organicznej przez ciała drobnoustrojów glebowych, zawartością ATP w ciałach tych organizmów, zdolnością drobnoustrojów glebowych do resyntezy, oddziaływaniem czynników środowiskowych na wytwarzanie się biomasy drobnoustrojów w glebie, wpływem intensywnego nawożenia na mikroorganizmy glebowe. W 1998 wydała monografię Allelopatia. 
Ogółem stworzyła 97 prac naukowych. Wydała kilka skryptów do ćwiczeń z mikrobiologii. Była członkinią Rady Pedagogicznej na Wydziale Rolniczym UAM, a także członkinią Polskiego Towarzystwa Mikrobiologicznego oraz Polskiego Towarzystwa Gleboznawczego. Uzyskała Medal KEN i nagrodę zespołową sekretarza PAN.